# 鳥栖那智夫
鳥栖 那智夫（とりす なちお、1938年 - ）は、日本の都市計画家。一般社団法人都市計画コンサルタント協会マスター都市プランナーで、都市プロデューサーとも紹介される、(財)日本地域開発センター客員研究員。
都市や地域の活性化並びに更新・再生を先導する構想の立ち上げや計画策定を手がける。

## 来歴
北海道に生まれる。1964年、東京大学工学部建築学科を卒業後、同大学大学院数物系研究科修士課程に進み、1966年に修了する。在学中は丹下健三研究室に在籍した。引き続き都市工学専攻博士課程に在籍して1969年に修了し、工学博士号を取得した
1969年より1973年まで丹下健三都市建築設計研究所に勤務する。在勤当時は海外の都市計画を多く担当した。
退職後、荒田厚・加藤源・松本敏行とともに日本都市総合研究所を設立した。
会社設立当初はイタリア、アルジェリア、ネパールなどの海外都市づくりプロジェクトに参加した。その後、国内では首都圏計画・業務核都市計画・首都機能転計画等の広域計画、国際科学技術博覧会などや都市観光づくりなどのイベント企画や計画、全国で多数のまちづくりの計画に携わる。代表業務に東京駅周辺部再生整備、新宿駅南口地域再編整備、東京―つくば未来創造ゾーンづくり・つくばエクスプレス沿線開発、吉祥寺グランドデザインなどがある
また、都市計画手法の方面では、民間と市の協働都市づくり（広島方式）、横浜国際総合競技場都市内遊水地の立体利用、東京環状2号線立体道路、温暖化防止都市づくりガイドライン、日本橋首都高地下化/首都高と再開発の協働方式などに関与した
2008年に日本都市総合研究所代表となる。以降はIFHP評議員、都市計画中央審議会専門委員、長岡造形大学講師、国土交通省東京都市圏交通計画協議会委員、日本都市計画家協会副会長・楠本洋二賞選定委員会審査委員長などを務める。2015年まで日本都市総合研究所顧問を務め、以後は自営。
2019年、都市計画法・建築基準法制定100周年記念国土交通大臣表彰を受ける。
共著に『日本の都市空間』(都市デザイン研究体 編 : 彰国社）など。